# 豪斯韦勒
豪斯韦勒是德国莱茵兰-普法尔茨州的一个市镇。总面积1.56平方公里，总人口43人，其中男性22人，女性21人（2011年12月31日），人口密度28人/平方公里。